# Jeremy Helmer
Jeremy Helmer (Amstelveen, 3 luglio 1997) è un calciatore olandese, centrocampista dell'IJsselmeervogels.

## Statistiche

### Presenze e reti nei club
Statistiche aggiornate al 4 dicembre 2017.
| Stagione          | Squadra           | Campionato        | Campionato | Campionato | Coppe nazionali | Coppe nazionali | Coppe nazionali | Coppe continentali | Coppe continentali | Coppe continentali | Altre coppe | Altre coppe | Altre coppe | Totale | Totale | Totale |
| Stagione          | Squadra           | Comp              | Pres       | Reti       | Comp            | Pres            | Reti            | Comp               | Pres               | Reti               | Comp        | Pres        | Reti        | Pres   | Reti   |        |
| ----------------- | ----------------- | ----------------- | ---------- | ---------- | --------------- | --------------- | --------------- | ------------------ | ------------------ | ------------------ | ----------- | ----------- | ----------- | ------ | ------ | ------ |
| 2016-2017         | AZ Alkmaar        | E                 | 2+2        | 0          | CO              | 2               | 0               | UEL                | -                  | -                  | -           | -           | -           | 6      | 0      |        |
| 2017-2018         | AZ Alkmaar        | E                 | 5          | 1          | CO              | 2               | 0               | -                  | -                  | -                  | -           | -           | -           | 7      | 1      |        |
| Totale AZ Alkmaar | Totale AZ Alkmaar | Totale AZ Alkmaar | 9          | 1          |                 | 4               | 0               |                    | -                  | -                  |             | -           | -           | 13     | 1      |        |
| Totale carriera   | Totale carriera   | Totale carriera   | 9          | 1          |                 | 4               | 0               |                    | -                  | -                  |             | -           | -           | 13     | 1      |        |